# Ivan Lončarić
Ivan Lončarić (ur. 17 marca 1989) – chorwacki zapaśnik walczący w stylu klasycznym. Brązowy medalista mistrzostw śródziemnomorskich w 2010. Siódmy na akademickich MŚ w 2010 i szesnasty na uniwesjadzie w 2013. Zawodnik Uniwersytetu w Zagrzebiu.